# زلزال قمة بوراه 1983
زلزال قمة بوراه 1983 هو زلزالٌ وقعَ في أيداهو في الولايات المتحدة بتاريخ 28 أكتوبر 1983.

## معرض صور

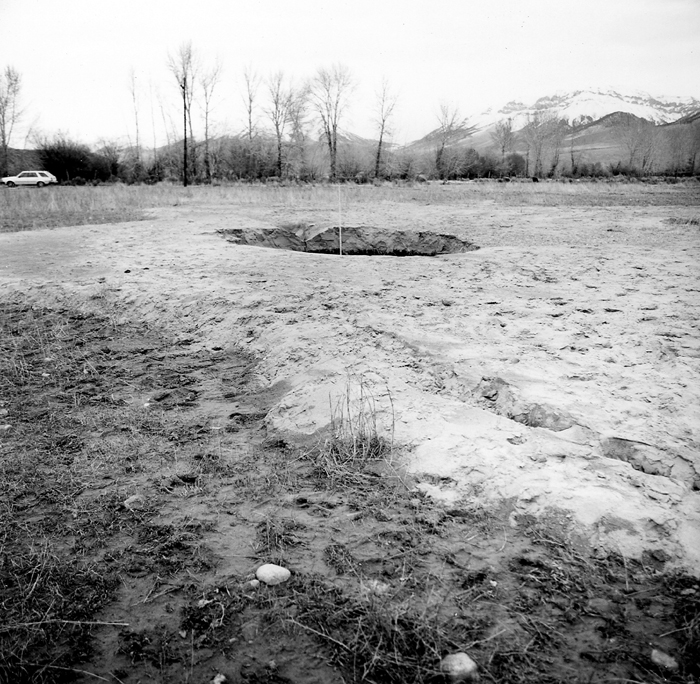
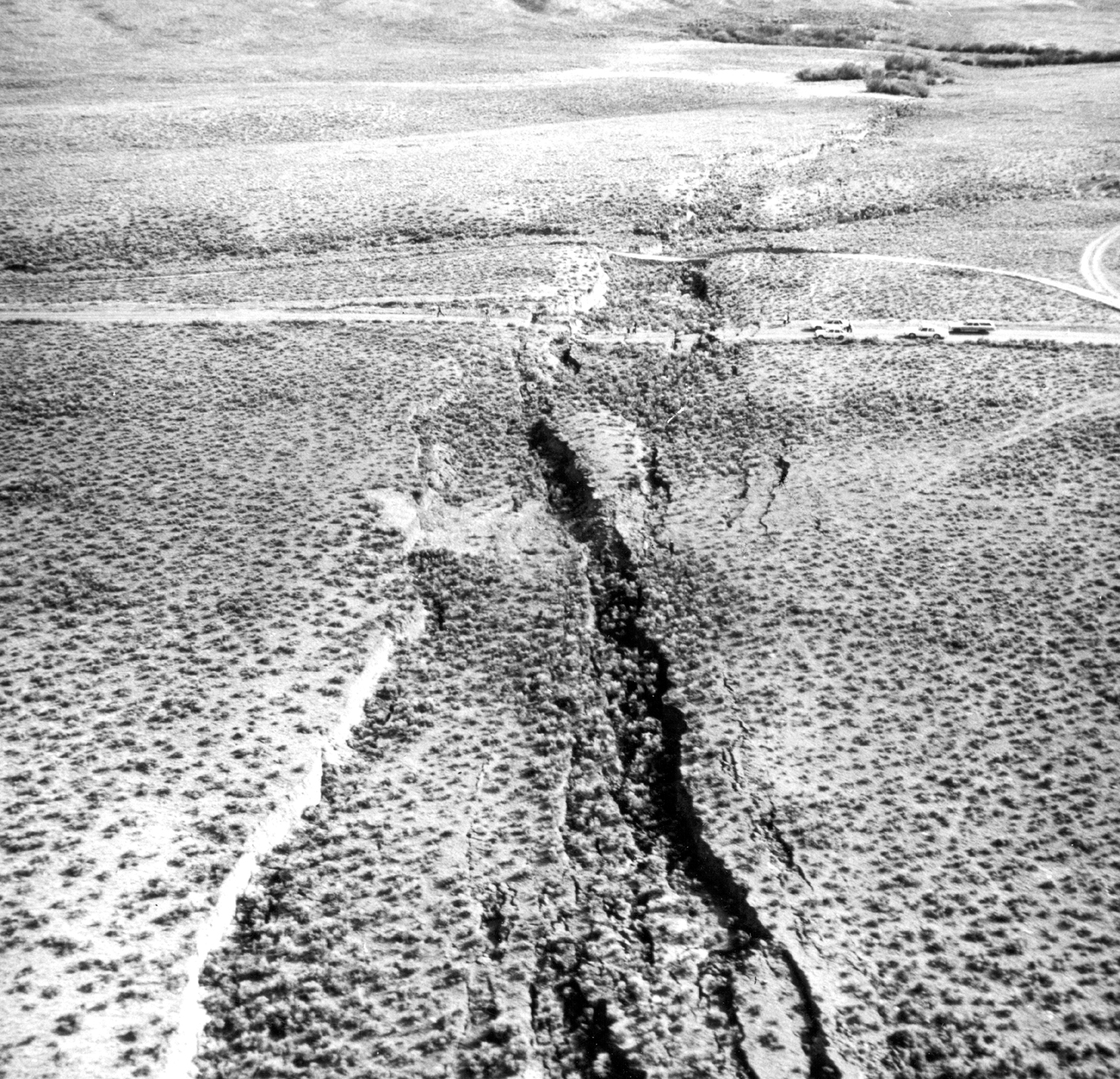
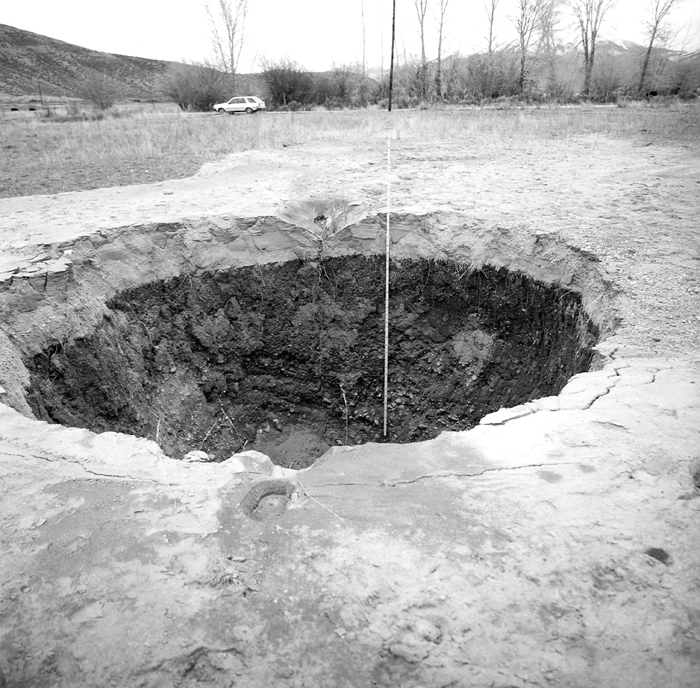